# Aeshna cyanea
Aeshna cyanea Muller, 1764, è una libellula della famiglia delle Aeshnidae anche nota come escna azzurra.

## Descrizione

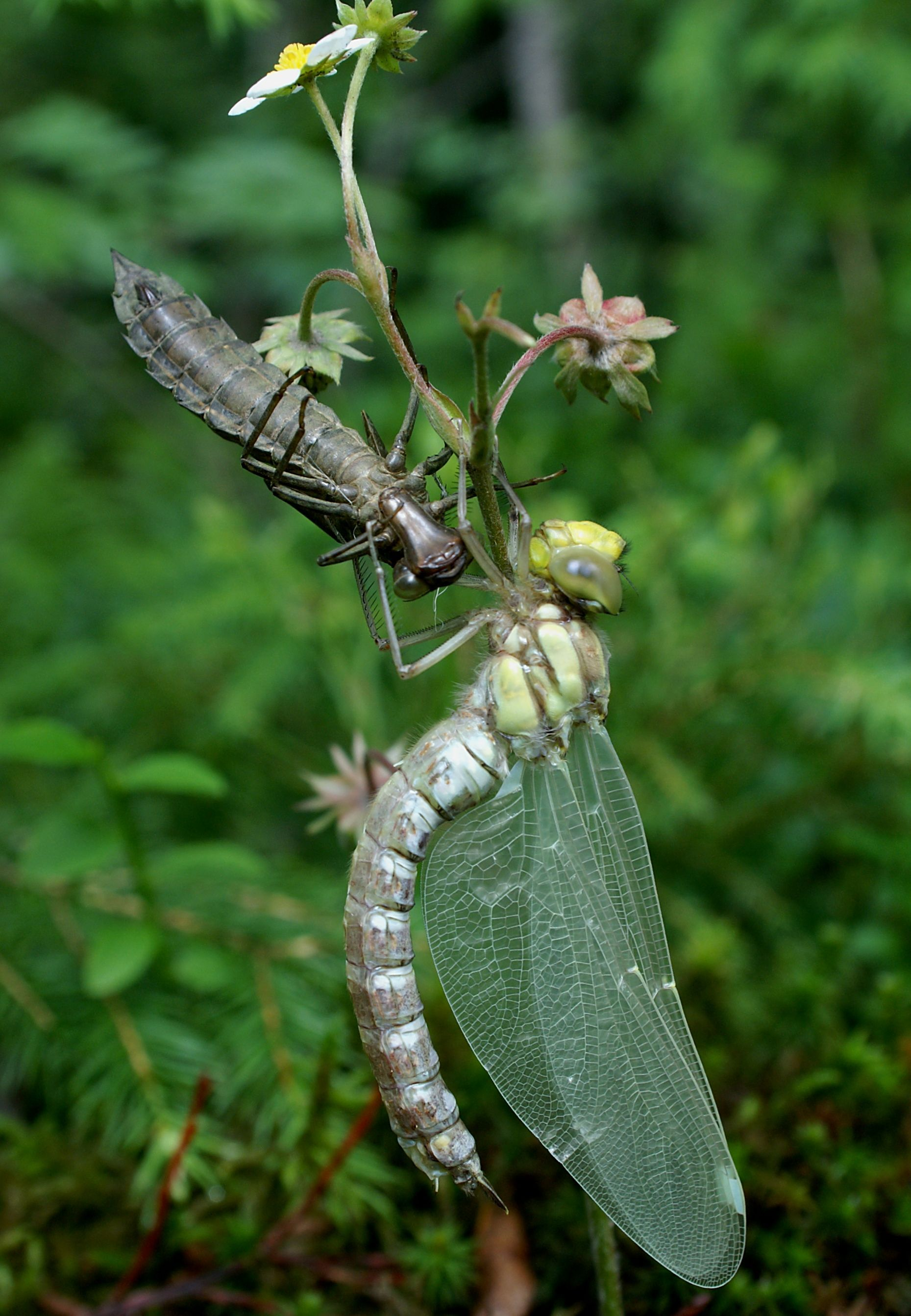
Una libellula della specie Aeshna cyanea, appena liberatasi dalla cuticola ninfale.

Con i suoi 7-8 cm di lunghezza, il dragone verdeazzurro è una delle specie europee di libellule di maggiori dimensioni. È un attivo e vivace predatore, sia nella fase larvale che in quella adulta.

La fase larvale dura circa due anni e, durante questo periodo, vive in acqua nutrendosi di vermi, crostacei e larve d'insetti, senza però disdegnare piccoli girini. Da adulto, invece, dà la caccia a piccoli insetti che afferra al volo.

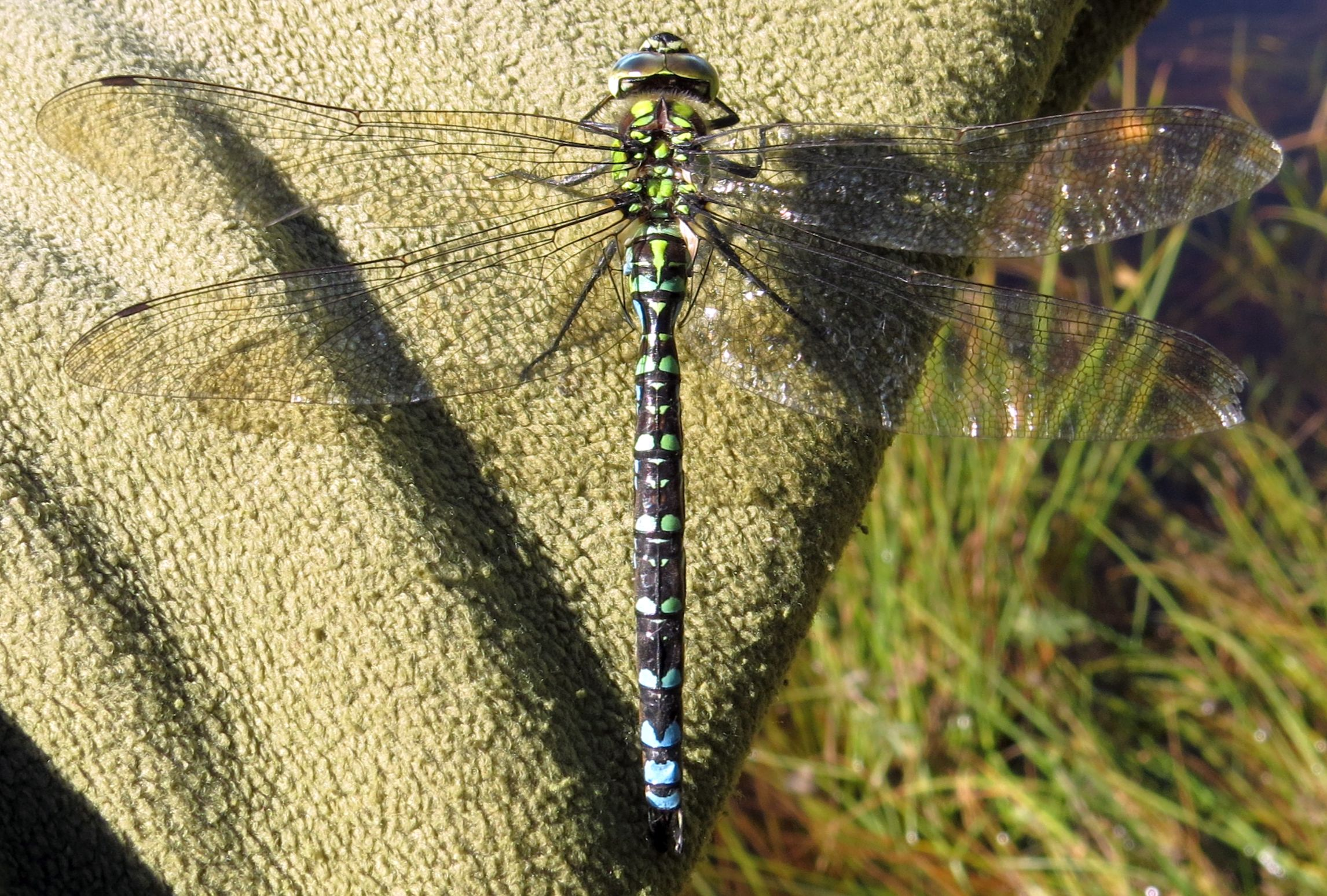
Maschio
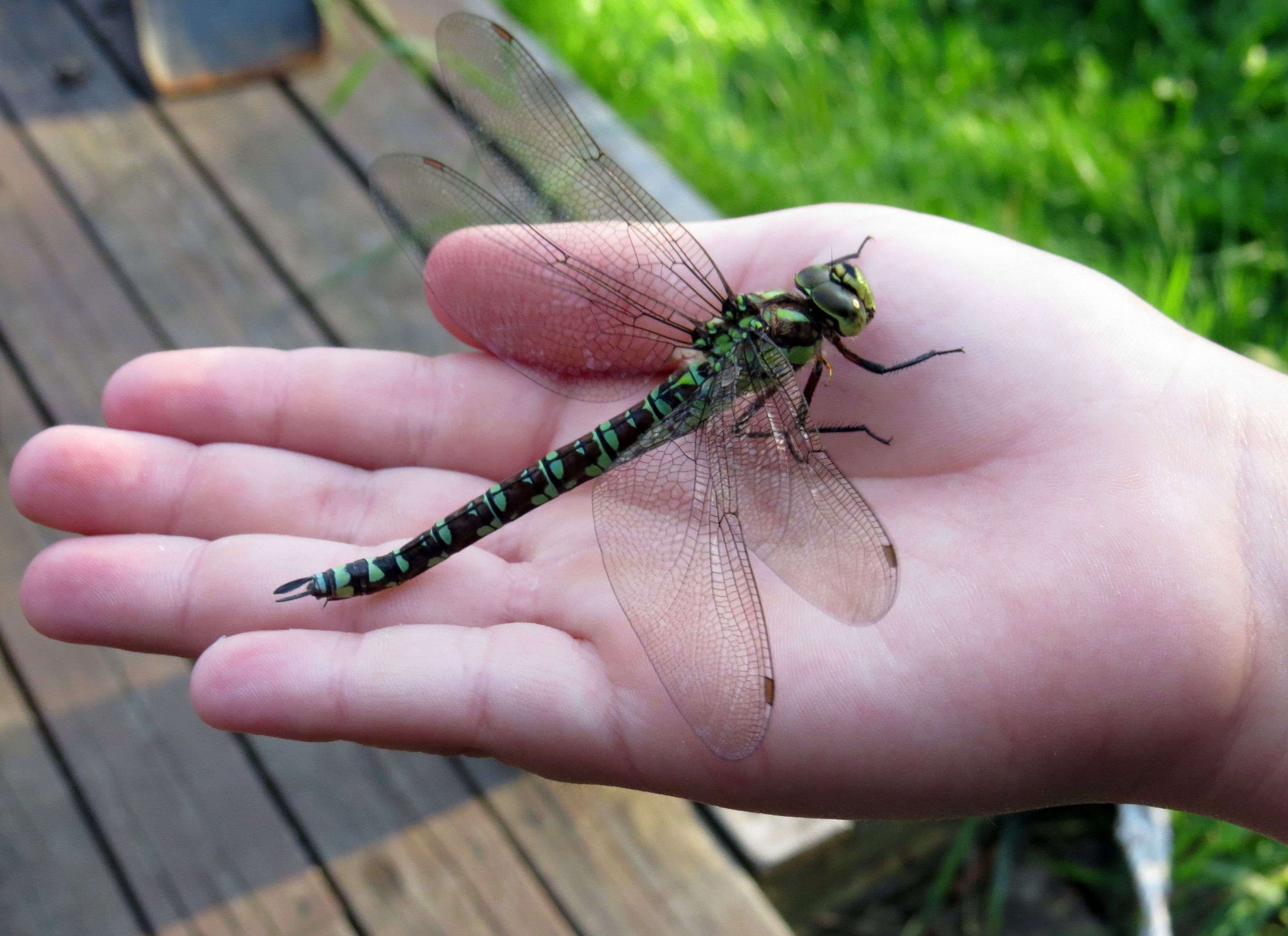
Femmina

Sfarfallamento dell'adulto di Aeshna cyanea.

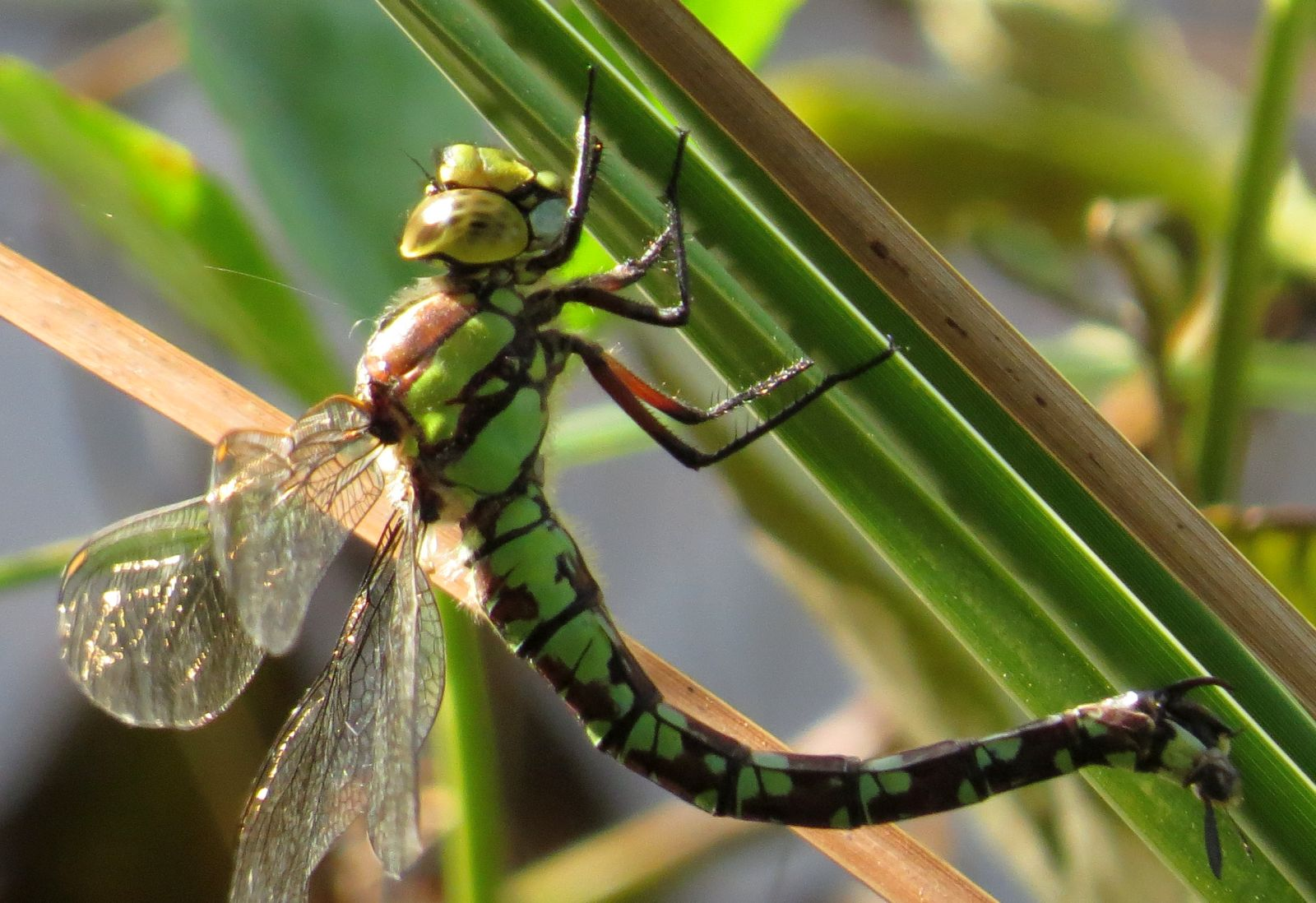
La femmina depone le uova
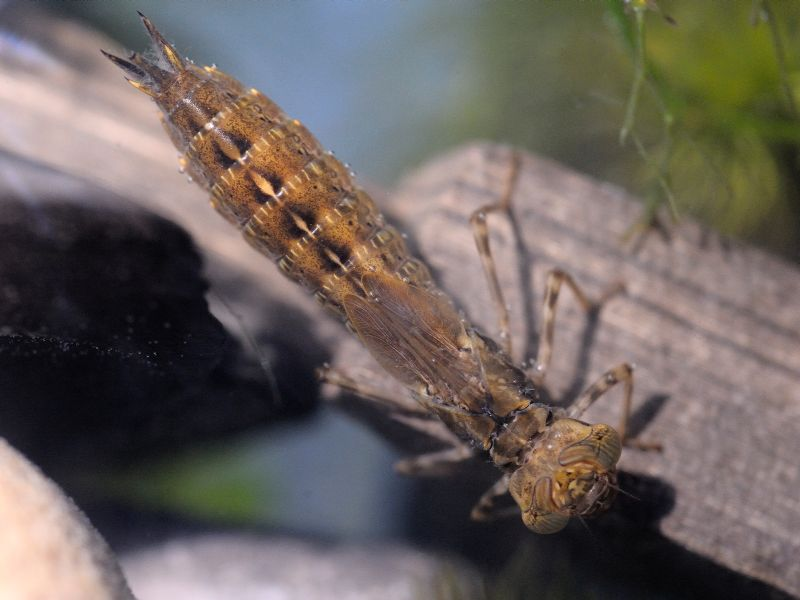
Larva
- La femmina mangia una vespa, Vespula vulgaris